# Vertente do Lério
Vertente do Lério is een gemeente in de Braziliaanse deelstaat Pernambuco. De gemeente telt 7.500 inwoners (schatting 2009).